# Cryptocephalus sichuanicus
Cryptocephalus sichuanicus là một loài bọ cánh cứng trong họ Chrysomelidae. Loài này được Lopatin miêu tả khoa học năm 1999.